# Aaages
Aaages (Aages), rod kukaca iz reda kornjaša (Coleoptera), porodica Coccinellidae ili Bubamare. Opisao ga je Barovskiĭ 1926. Jedini predstavnik roda je vrsta Aaages prior, učestalo krivo nazivana Aasges prior i Aaagu prior.
Rod je klasificiran potporodici Coccinellinae i tribusu Coccinellini.